# باراسيراثيريم
الباراسيراثيريم (الاسم العلمي: Paraceratherium) أو الإندريكوثيريم (الاسم العلمي: Indricotherium) أو الباراسرتير أو البهقرنوي وتعني بهيم قرنوي أو شبه قرني ويعرف كذلك بوحش بالوشستان أو وحش بلوخستان (البالشوثيريوم) (الاسم العلمي: Baluchitherium)، أكبر حيوان ثديي مشى على اليابسة، بلغ طوله 7 أمتار ووزنه 14 عشر طنا، عاش في عصر الأوليجوسين منذ 23 مليون سنة مضت، عاش الباراسيراثيريم في مناطق عديدة هي الصين ورومانيا وبلغاريا وتركيا والهند وجورجيا وباكستان وكازخستان ومنغوليا.

## الوصف

الحجم المقدر لـ الباراسيراثيريم (الأخضر الزيتوني) مقارنةً بالبشر ، والثدييات الكبيرة الأخرى ، وديناصور الباتاغوتان

الباراسيراثيريم هي واحدة من أكبر ثدييات الأرض المعروفة التي كانت موجودة على الإطلاق، ولكن حجمها الدقيق غير واضح بسبب عدم وجود عينات كاملة. قُدر إجمالي طول الجسم بحوالي 8.7 م (28.5 قدمًا) من الأمام إلى الخلف من قِبل جرانجر وغريغوري في عام 1936 ، و 7.4 م (24.3 قدمًا) من قبل عالم الحفريات السوفياتي فيرا جروموفا في عام 1959 ، لكن التقدير السابق يعتبر الآن مبالغًا فيه.  كان وزن Paraceratherium مشابهًا لوزن بعض البروسكوبيدات المنقرضة، مع وجود أكبر هيكل عظمي كامل معروف ينتمي إلى ماموث السهوب (Mammuthus trogontherii). على الرغم من كتلته المكافئة تقريبًا، فقد يكون الباراسيراثيوم أطول من أي بروسبيسيدين. قُدر ارتفاع الكتف بحوالي 5.25 م (17.2 قدمًا) عند الكتفين من قِبل غرانجر وغريغوري، لكن 4.8 م (15.7 قدمًا) على يد عالم الحفريات الأمريكي غريغوري بول في عام 1997. قدرت العنق بحوالي 2 إلى 2.5 متر (6.6 إلى 8.2 قدم) من قبل علماء الحفريات مايكل ب. تايلور وماثيو جيه فيدل في عام 2013.
التقديرات الأولية البالغة 30 طن (66,000 رطل) تعتبر الآن مبالغًا فيها ؛  قد يكون في حدود 15 إلى 20 طن (33000 إلى 44000 رطل) كحد أقصى، وبحد أدنى 11 طن متري (24,000 رطل) في المتوسط.  تستند الحسابات أساسًا إلى حفريات الباراسيراثيريم لأن هذا النوع معروف من بقايا الأكثر اكتمالا. استندت التقديرات إلى قياسات عظام الجمجمة والأسنان وعظام الأطراف، ولكن يتم تمثيل عناصر العظم المعروفة بأفراد من مختلف الأحجام، لذلك فإن جميع عمليات إعادة البناء العظمي هي عمليات استقراء مركبة، مما يؤدي إلى عدة نطاقات للوزن.

## الأنواع
حتى الآن أكتشفت 5 أنواع للباراسرتير:
- Baluchitherium Forster Cooper، في 1913
- Indricotherium Borissiak، في 1916
- Thaumastotherium Forster Cooper، في 1913
- Aralotherium Borissiak، في 1939
- Dzungariotherium Xu and Wang، في 1973

## الإكتشاف

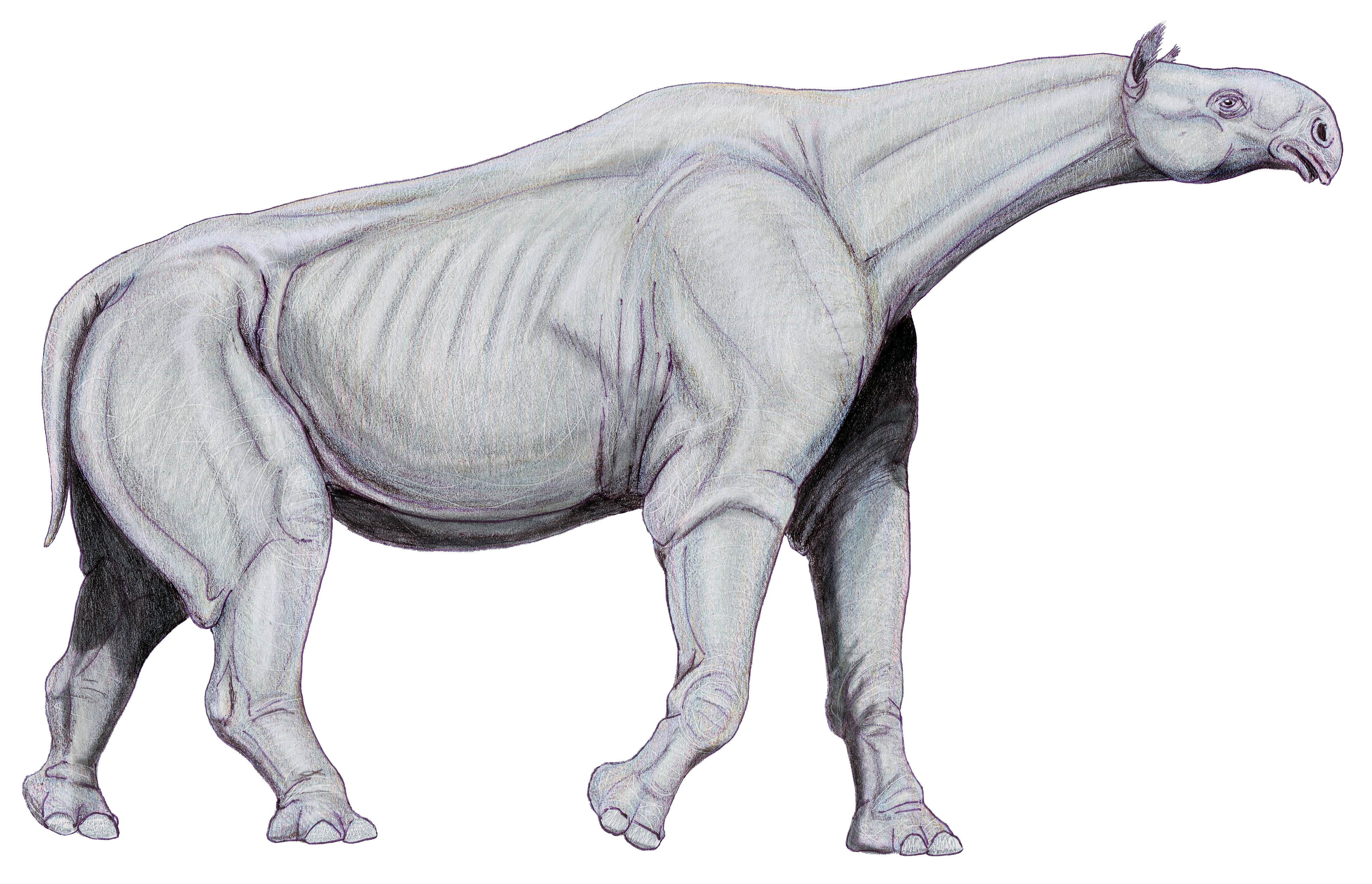
ترميم لشكل الباراسيراثيريم

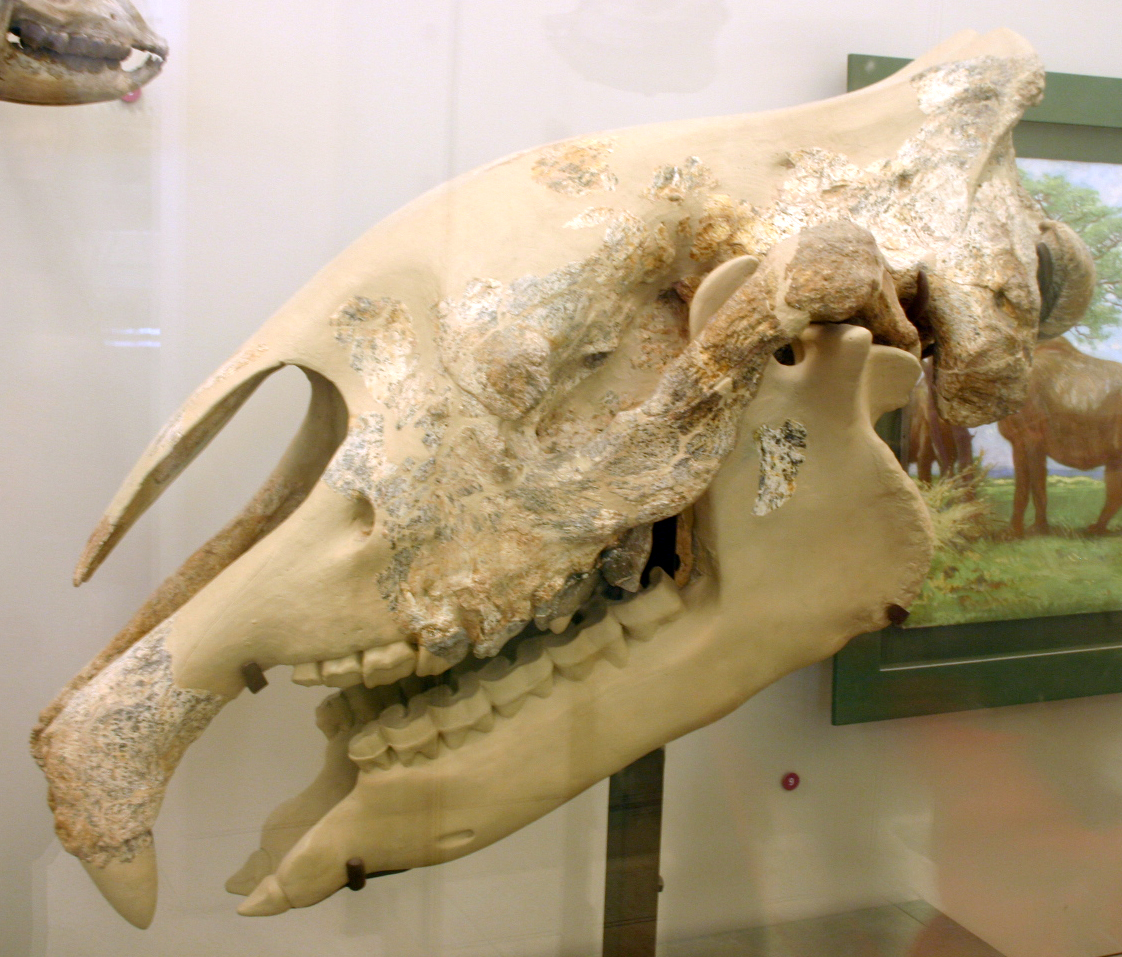
جمجمة نوع بي.ترانسوراليكوم

اكتشف البارسيرثيريوم لأول مرة عام 1908 في باكستان في منطقة بلوخستان من قبل السير كلايف فوستر كوبر وهو من سماه بهذا الاسم ’ ثم وفي بدايات القرن العشرين اكتشفت عظمة لهذا النوع في منغوليا من قبل روي تشابمان أندرو .

## في الثقافة العامة
يعد الباراسيراثيريم نجم الحلقة الثالثة من سلسلة البي بي سي برفقة الضواري والتي لقبت بـ ( أرض العمالقة ).